# Andegawenowie (Kapetyngowie)
Andegawenowie lub Andegaweni (fr. Anjou lub Anjou-Provence) – dynastia będąca boczną linią francuskiej dynastii Kapetyngów. Jej przedstawiciele panowali, między innymi, na Sycylii, Węgrzech, w Albanii i Polsce. Nazwa rodu wzięła się od tytułu hrabiego Andegawenii, krainy nad dolną Loarą, noszonego przez założyciela dynastii Karola, pogrobowego syna króla Francji Ludwika VIII.

## Dzieje rodu

### Karol Andegaweński

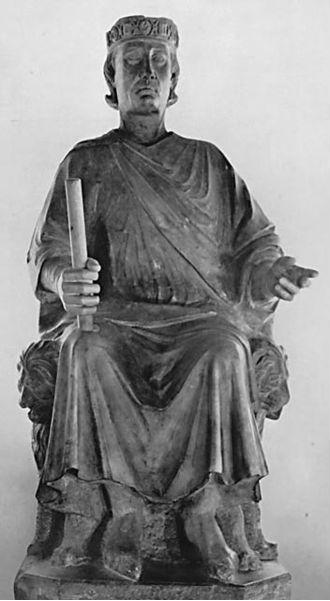
Karol Andegaweński

Karol Andegaweński urodził się w 1227, jako ostatni syn króla Francji Ludwika VIII. Po osiągnięciu pełnoletności, w 1247, jego najstarszy brat Ludwik IX przekazał mu hrabstwa Andegawenii i Maine, które ojciec zapisał mu w testamencie przed swą śmiercią. Rok wcześniej (w 1246) poślubił Beatrycze, jedyną dziedziczkę Prowansji i Forcalquier, Karol stał się tym samym jednym z największych możnych królestwa.
W 1263 przyjął ofertę papieża Urbana IV objęcia władzy nad królestwem Sycylii, władanego przez skonfliktowanych z papieżem Hohenstaufów. Po pokonaniu dwóch przedstawicieli tego cesarskiego rodu – Manfreda (1266) i Konradyna (1268) – został jedynym władcą całego południa Włoch.
Karol zamierzał stworzyć śródziemnomorskie imperium. Kluczem do tego miało być zdobycie Konstantynopola, odzyskanego w 1261 przez Bizantyńczyków nicejskich z rąk łacinników. Zmierzając do tego celu, Karol rozciągnął swe wpływy na łacińskich władców Bałkanów, gdzie utworzył małe Królestwo Albanii (1272) oraz mianował się księciem Achai; został także uznany za króla Jerozolimy (1278). Plany Karola pokrzyżował wybuch powstania antyfrancuskiego na Sycylii (1282), tak zwane nieszpory sycylijskie, w wyniku których wyspa dostała się we władanie Aragończyków.

### Andegawenowie na Węgrzech i w Polsce
Dzięki małżeństwu najstarszego syna i następcy Karola I Karola II z Marią, córką króla Węgier Stefana V, po śmierci ostatniego Arpada, Andrzeja III, przed Andegawenami otworzyła się perspektywa zasiądnięcia na budzińskim tronie. Udało się to Karolowi Martelowi, po wielu walkach z innymi pretendentami, lecz dopiero jego syn Karol Robert był przez wszystkich uznanym prawowitym władcą Węgier. Rządy jego oraz jego syna Ludwika I są jednym z najświetniejszych okresów w dziejach tego kraju. Ludwikowi udało się także objąć władzę w Polsce po śmierci Kazimierza Wielkiego. Jednak jego imperium, z racji braku syna, rozpadło się: starsza córka Maria Andegaweńska wraz z mężem Zygmuntem Luksemburskim objęli władzę na Węgrzech, o które musieli jednak walczyć z innym Andegawenem Karolem III, a Jadwiga objęła samodzielne rządy w Polsce. Wkrótce Jadwiga wyszła za wielkiego księcia litewskiego Jagiełłę, z którym miała jedną, zmarłą w dzieciństwie, córkę Elżbietę Bonifację.

### Joanna i koniec dynastii

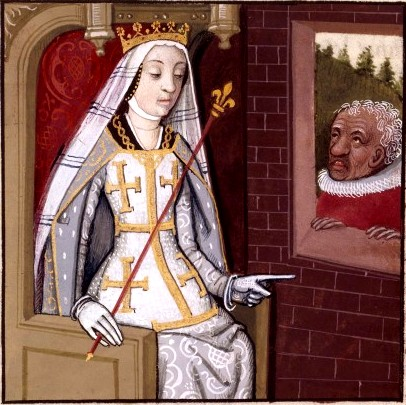
Joanna I, królowa Neapolu

Po śmierci Karola II władzę w Neapolu objął jego drugi syn Robert I Mądry (drugi Ludwik, został biskupem Tuluzy), gdyż w tym samym czasie Karol Robert walczył o swe dziedzictwo na Węgrzech. Robert prowadził aktywną politykę zagraniczną, lecz borykał się z problemami wewnętrznymi. Z braku męskiego potomka wyznaczył na swą dziedziczkę jedyną córkę Joannę, którą ożenił z Andrzejem, jednym z synów Karola Roberta węgierskiego.
Osobne linie założyli inni synowie Karola II Filip, książę Tarentu i Jan, hrabia Graviny, którzy realizowali swe ambicje na Bałkanach.
Rządy Joanny i Andrzeja zaczęły się tragicznie, Andrzej został zamordowany w dwa lata po śmierci Roberta Mądrego, prawdopodobnie z inicjatywy Joanny. Wkrótce doszło do wojny o neapolitańską sukcesję, w której stronami byli, oprócz Joanny, Ludwik Węgierski, książęta Durazzo i Taranto, w końcu w konflikt wmieszał się także Ludwik, hrabia Andegawenii z dynastii Walezjuszów. W 1347 Joanna została wygnana z Neapolu przez Ludwika węgierskiego, by móc powrócić sprzedał papieżowi Awinion. W 1382 Karol III z Durazzo stracił Joannę, wcześniej uzyskawszy potwierdzenie swych praw do Neapolu przez papieża i Ludwika węgierskiego, za cenę zrzeczenia się pretensji do Węgier. Jednak w 1385 upomniał się o węgierskie dziedzictwo; udało mu się nawet koronować, jednak w 1386 został otruty z polecenia królowej wdowy, Elżbiety Bośniaczki.
Jego syn Władysław najpierw stoczył walkę o Neapol z Walezjuszem Ludwikiem, usynowionym niegdyś przez Joannę. Po koronacji w 1399 rozpoczął walkę o koronę węgierską, przegrał jednak walkę z Zygmuntem Luksemburczykiem. Panowanie przepełnione walkami zakończyła nagła śmierć w 1414. Władzę w Neapolu objęła po nim Joanna II, która jako swego następcę wyznaczyła René I Andegaweńskiego, potomka Andegawenów walezyjskich – jednak z walk rozpoczętych po jej śmierci w 1435 zwycięsko wyszedł Alfons, król Aragonii.

## Drzewo genealogiczne

### Pierwsi Andegawenowie
- Karol I (ur. 1227–1285) – kr. Sycylii (od 1265); 1. (1246) Beatrycze, c. Rajmunda Berengara IV, ks. Prowansji; 2. (1268) Małgorzata, c. Odo, hr. Nevers i Auxerre
  - Ludwik (ur. i zm. 1248)
  - Blanka (ur. 1250–1270); 1. (1266) Robert III, hr. Flandrii
  - Beatrycze (ur. 1252–1275); 1. (1273) Filip I, tyt. ces. Konstantynopola
  - Karol II – kr. Sycylii (od 1285); 1. (1270) Maria, c. Stefana V, kr. Węgier
    - Karol Martel (ur. 1271–1295) – ks. Salerno; 1. (1281) Klemencja, c. Rudolfa I, kr. Niemiec
      - → Linia węgiersko-polska

    - Małgorzata (ur. 1273–1299) 1. (1289) Karol, hr. Valois i Alencon
    - Ludwik (ur. 1275–1298) – bp. Tuluzy (od 1296)
    - Robert I (ur. 1278–1344) – kr. Sycylii (od 1309); 1. (1297) Jolanta, c. Piotr III, kr. Aragonii; (1304) Sancza, c. Jakuba II, kr. Majorki
      - → Linia neapolitańska

    - Filip (ur. 1278–1332) – ks. Tarantu (od 1294), desp. Akrananii, Etolii, Romanii, Pan Albanii i Wołoszczyzny (od 1304), ks. Achaii (od 1307), tys. ces. Konstantynopola (od 1313); 1. (1294 Tamara, c. Nikefor I, desp. Epiru; 2. (1313) Katarzyna, c. Karol, tyt. ces. Konstantynopola
      - → Linia Taranto

    - Blanka (ur. 1280–1310) 1. Jakub II, kr. Aragonii
    - Rajmund Berengar (ur. 1281–1305) – hr. Prowansji, Andrii i Piemontu (od 1304)
    - Jan (ur. 1283–1308)
    - Tristan (ur. 1284–1284/1288) – ks. Salerno
    - Eleonora (ur. 1289–1341) 1. (1299) Filip de Toucy, tyt. ks. Antiochii; 2. (1303) Fryderyk I, kr. Wyspy Sycylii
    - Maria (ur. 1290–1346/1347) 1. (1304) Sanczo I, kr. Majorki; 2. (1326) Jakub III, baron Ejerici
    - Piotr (ur. 1292–1315), hr. Graviny
    - Jan (ur. 1294–1336), hr. Graviny (od 1315), ks. Achai (od 1322–1332), Pan Albanii i ks. Durazzo (od 1332)
      - → Linia Durazzo

    - Beatrycze (ur. 1295–1335) 1. (1305) Azzo VIII d’Este, markiz Ferrary; 2. (1309) Bertrand, hr. Andrii i Montescaglioso
    - Galeazzo

  - Filip (ur. 1255–1277) – tyt. kr. Tessaloniki i Brindisi (od 1274); 1. (1271) Izabela, c. Wilhelm II, ks. Achai
  - Robert (ur. 1258–1265)
  - Izabela (ur. 1261–1304); 1. (1270) Władysław IV Kumańczyk, kr. Węgier

### Linia węgiersko-polska
- Karol Martel (ur. 1271–1295) – ks. Salerno; 1. (1281) Klemencja, c. Rudolf I, kr. Niemiec
  - Karol I Robert (ur. 1288–1342) – kr. Węgier (od 1301) 1. (1306) Maria, c. Kazimierza, ks. Bytomia i Cieszyna; 2. (1318) Beatrycze, c. Henryka VII, kr. i ces. Niemiec; 3. (1320) Elżbieta, c. Władysława, kr. Polski
    - 3. Karol (ur. i zm. 1321)
    - 3. Władysław (ur. 1324–1329)
    - 3. Ludwik I (ur. 1326–1382) – kr. Węgier (od 1342) i Polski (od 1370); 1. (1345) Małgorzata, c. Karola IV, ces. rzymski; 2. (1353) Elżbieta, c. Stefana II, ban Bośni
      - 2. Katarzyna (ur. 1370–1378)
      - 2. Maria (ur. 1371–1395) 1. (1385) Zygmunt Luksemburski, ces. rzymski, kr. Węgier i Czech
      - 2. Jadwiga (1373/1374–1399) – kr. Polski (od 1384); 1. (1386) Władysław II Jagiełło, kr. Polski i w. ks. Litwy
        - Elżbieta Bonifacja (ur. i zm. 1399)

    - 3. Andrzej (ur. 1327–1345) – ks. Kalabrii (od 1333) i Salerno (od 1342); 1. (1342) Joanna, c. Roberta I, kr. Neapolu
      - Karol Martell (ur. 1345–1348)

    - 3. Stefan (ur. 1332–1354) – ks. Dalmacji i Slawonii; 1. (1350) Małgorzata, c. Ludwik IV, ces. rzymski
      - Jan (ur. 1351–1360) – ks. Dalmacji i Slawonii (od 1354)
      - Elżbieta (ur. 1353 – po 1380); 1. (1370) Filip II, tyt. ces. Konstantynopola

    - Koloman (1317/1316-przed 1376) – bp. Györ

  - Beatrycze (ur. 1290–1343) 1. (1296) Jan II, delfin Viennois
  - Klemencja (ur. 1293–1328) 1. (1315) Ludwik X, kr. Francji i Nawarry

### Linia neapolitańska
- Robert I (1278–1344) – kr. Sycylii (od 1309); 1. (1297) Jolanta, c. Piotr III, kr. Aragonii; (1304) Sancza, c. Jakuba II, kr. Majorki
  - Karol (ur. 1298–1328) – ks. Kalabrii (od 1325) 1. (1316) Katarzyna, c. Albrecht I, kr. Niemiec i ks. Austrii; 2. (1324) Maria, c. Karol, hr. Valois
    - 2. Heloiza (ur. i zm. 1325)
    - 2. Maria (ur. 1326–1328)
    - 2. Karol Martel (ur. i zm. 1327)
    - 2. Joanna I (ur. 1328–1382) – ks. Kalabrii (od 1333), kr. Sycylii i Jerozolimy (od 1344); 1. (1333/1344) Andrzej, ks. Kalabrii; 2. (1346) Ludwik, tyt. ces. Konstantynopola; 3. (1363) Jakub IV, tyt. kr. Majorki; 4. Otto, ks. Brunszwiku
    - 2. Maria (ur. 1329–1366) – hr. Alby (od 1343); 1. (1343) Karol, ks. Durazzo; 2. (1348) Robert de Baux, hr. Avellino; 3. (1355) Filip, ks. Taranto

  - Ludwik (ur. 1301–1310)
  - Maria d’Aquino (zm. 1382)
  - Karol d'Artois (1300–1346) – królewski Wielki Kanclerz (od 1345), baron Roccaromana (od 1322); 1. Marianna Scuto
    - Bertrando
    - Ludovico (zm. 1370)
    - Carlotto
    - Rostaino

  - córka (przed 1343) 1. Andrea Thopia

### Linia Taranto

Herb Andegawenów z linii Taranto

- Filip (ur. 1278–1332) – ks. Tarantu (od 1294), desp. Akarnanii, Etolii, Romanii, Pan Albanii i Wołoszczyzny (od 1304), ks. Achaii (od 1307), tys. ces. Konstantynopola (od 1313); 1. (1294 Tamara, c. Nikefor I, desp. Epiru; 2. (1313) Katarzyna, c. Karol, tyt. ces. Konstantynopola
  - 1. Karol (ur. 1296–1315) – desp. Epiru i desp. Romanii (od 1313)
  - 1. Filip (ur. 1297–1330) – desp. Romania (od 1315); 1. (1328) Wiolanta, c. Jakub II, kr. Aragonii
  - 1. Beatrycze (po 1332); 1. (1325) Godfryd, hr. Lecce i tyt. ks. Aten
  - 1. Blanka (przed 1337); 1. (1327/1328) Rajmund Berengar, hr. Prades
  - 1. Maria – opatka Conversano
  - 1. Joanna (zm. 1323); 1. (1316) Oshin, kr. Armenii; 2. (1320) Oshin, władca Korikos
  - 2. Robert (ur. 1326–1364) desp. Romanii, ks. Taranto (od 1332); 1. (1347) Maria, c. Ludwik I, ks. Burbonii
  - 2. Ludwik (ur. 1327/1328–1362) – kr. Sycylii i Jerozolimy, ks. Kalabrii, hr. Prowansji, Forcalquier i Piemontu (od 1352); 1. Joanna I, kr. Sycylii i Jerozolimy, c. Karol, ks. Kalabrii
    - Katarzyna (ur. 1348/1349–1362)
    - Franciszek (ur. 1351–1352)
    - Esclarmonde 1. Luigi di Capua, hr. Altavilla
    - Clemenzia 1. Antonio, senior Amendolea

  - 2. Filip (ur. 1329–1374) – hr. Acerry, ks. Aten i tyt. ces. Konstantynopola (od 1364); 1. (1355) Maria, c. Karol, ks. Kalabrii; 2. Elżbieta, c. Stefan, ks. Siedmiogrodu
    - 1. Filip (ur. 1356)
    - 1. Karol (ur. 1358)
    - 1. Filip (ur. 1360)
    - 1. dziecko (ur. i zm. 1362)
    - 1. dziecko (ur. i zm. 1366)
    - 2. Filip (ur. 1371)

  - 2. Małgorzata (zm. 1380) – tyt. ces. Konstantynopola (od 1373); 1. Edward Balliol, ks. Szkocji; 2. (1352) Franciszek de Baux, hr. Montescaglioso i Avellino, ks. Andrii
  - Agnieszka (ur. 1332/1342) 1. Iwan Stefan Szyszman II, car Bułgarii

### Linia Durazzo
- Jan (ur. 1294–1336), hr. Graviny (od 1315), ks. Achai (od 1322–1332), pan Albanii i ks. Durazzo (od 1332); 1. (1318) Matylda, ks. Achai, c. Florens, ks. Achai; 2. (1321) Agnieszka z Périgord, c. Helie IX Talairan, hr. Périgord, wicehr. Lomagne i Auvillat
  - 2. Karol (ur. 1323–1348) – ks. Durazzo, tyt. kr. Albanii, hr. Graviny (od 1336); 1. (1343) Maria, hr. Alby, c. Karola, ks. Kalabrii
    - Ludwik (ur. 1343–1344)
    - Joanna (ur. 1344–1387) – ks. Durazzo (1348–1368); 1. (1366) Ludwik, hr. Beaumont-le-Roger; 2. (1376) Robert z Artois, hr. Eu
    - Agnieszka (ur. 1344–1388) 1. Cansignorio della Scala, pan Werony; 2. (1382) Jacques de Baux, ks. Andri, Achai i Tarentu, tyt. ces. Konstantynopola
    - Klemencja (ur. 1346–1363/71)
    - Małgorzata (ur. 1347–1412) 1. (1369/70) Karol, kr. Sycylii (od 1381)

  - 2. Ludwik (ur. 1324–1362) – hr. Graviny i Morrone; 1. (1343) Małgorzata, c. Robert z Sanseverino, hr. Corigliano
    - Ludwik (ur. 1344-?)
    - Karol (ur. 1345–1386) – ks. Chorwacji i Slawonii (do 1380), kr. Sycylii i Jerozolimy (od 1381), kr. Węgier (1385–1386); 1. (1369/70) Małgorzata, c. Karola, ks. Durazzo.
      - Maria (ur. 1369–1381)
      - Joanna (ur. 1373–1435) – kr. Sycylii i Jerozolimy (od 1414); 1. (1401) Wilhelm, ks. Styrii i Austrii Górnej; 2. (1415) Jakub II, hr. La Marche i Castres
      - Władysław (ur. 1376–1377) – ks. Kalabrii, kr. Sycylii i Jerozolimy (od 1390), tyt. kr. Węgier (od 1390); 1. (1390–1393) Konstancja, c. Manfreda z Clermont, hr. Motici; 2. (1403) Maria, c. Jakuba I, kr. Cypru; 3. (1407) Marie z Enghien, hr. Lecce, c. Jana z Enghien, hr. Lecce
        - Maria
        - Rinaldo – tyt. ks. Kapui
          - Caterina
          - Camilla
          - Ipolita
          - Francesco (zm. 1494) – ks. Kapui
            - Rinaldo (1469–1494) 1. Camilla Tomacelli

    - Agnieszka (ur. 1347-?)

  - 2. Robert (ur. 1326–1356) – senior Cappacio, Muro, and Montalbano
  - 2. Antoni (ur. 1328-?)